# Thammasat Stadium
Das Thammasat Stadium (thailändisch สนามกีฬาธรรมศาสตร์) ist ein Fußballstadion mit neunspuriger Leichtathletikanlage in der thailändischen Stadtgemeinde Tha Khlong, Provinz Pathum Thani, Zentralthailand. Die Sportstätte mit Platz für 20.000 Zuschauer ist durch den  Hauptsponsor des Fußballvereins Bangkok United (True Bangkok United FC) auch als True Stadium bekannt.

## Geschichte
Das Thammasat Stadium befindet sich auf dem Gelände des Thammasat-Rangsit-Sportzentrums im Norden der Stadt Rangsit. Erbaut wurde die vom Architektenbüro Christiani and Nielsen entworfene Anlage ursprünglich für die Asienspiele 1998. Gegenwärtig wird das Thammasat Stadium hauptsächlich von der Eigentümerin, der Thammasat-Universität, genutzt. Bangkok United trägt hier seine Heimspiele aus. Der Club ist auch der Betreiber der Sportstätte. Das Thammasat Stadium ist an die Architektur des Rajamangala Stadium mit den hohen Längstribünen und den abgesenkten Rängen in den Kurven angelehnt, wobei die Gegengerade des Thammasat Stadium, entgegen dem Rajamangala Stadium, überdacht ist.
Neben dem Thupatemi Stadium und dem Thai-Japanese Stadium war das Thammasat Stadium Hauptspielort des Frauenfußballturniers der Asienspiele 1998. 2020 war das Stadion, neben drei weiteren thailändischen Stadien, Schauplatz der U-23-Fußball-Asienmeisterschaft 2020. Es fanden hier neun Gruppenpartien, zwei Viertelfinalbegegnungen und ein Halbfinalspiel statt. Die Fußball-Südostasienmeisterschaft 2022 wurde in zehn Stadien über neuen ausrichtende Länder in Südostasien verteilt. In Thailand wurde im Thammasat Stadium (zwei Gruppenspiele und ein Halbfinal-Rückspiel) gespielt. Bei der U-17-Fußball-Asienmeisterschaft 2023 wurden im Stadion sechs Gruppenspiele, zwei Viertelfinalbegegnungen und eine Halbfinalpartie ausgetragen. 

## Länderspiele der thailändischen Fußballnationalmannschaft in Tha Khlong
Im Thammasat Stadium trug die thailändische Fußballnationalmannschaft bisher sechs Pflicht- und fünf Freundschaftsspiele aus.
- 08. Okt. 2004:  Thailand –  Jordanien 2:3 (Freundschaftsspiel)
- 05. Sep. 2019:  Thailand –  Vietnam 0:0 (WM-Q 2022/AM-Q 2024)[2]
- 15. Okt. 2019:  Thailand –  Vereinigte Arabische Emirate 2:1 (WM-Q 2022/AM-Q 2024)[3]
- 11. Dez. 2022:  Thailand –  Myanmar 6:0 (Freundschaftsspiel)[4]
- 14. Dez. 2022:  Thailand –  Chinesisch Taipeh 0:1 (Freundschaftsspiel)[5]
- 26. Dez. 2022:  Thailand –  Philippinen 4:0 (Gruppenspiel der SOAM 2022)[6]
- 02. Jan. 2023:  Thailand –  Kambodscha 3:1 (Gruppenspiel der SOAM 2022)[7]
- 10. Jan. 2023:  Thailand –  Malaysia 3:0 (Halbfinale der SOAM 2022)[8]
- 16. Jan. 2023:  Thailand –  Vietnam 1:0 (Endspiel der SOAM 2022)[9]
- 14. Nov. 2024:  Thailand –  Libanon 0:0 (Freundschaftsspiel)[10]
- 17. Nov. 2024:  Thailand –  Laos 1:1 (Freundschaftsspiel)[11]

## Die Nutzer des Stadions
Das Stadion wird regelmäßig für Partien auf Vereinsebene genutzt, wie beispielsweise für die Spiele von Bangkok United in der Thai League und der AFC Champions League.
| Verein                 | Zeitraum der Nutzung |
| ---------------------- | -------------------- |
| Bangkok United         | seit 2016            |
| Police United          | 2010–2014            |
| Pathum Thani United FC | 2011                 |
| Dome FC                | seit 2015            |
| Rangsit University FC  | 2009                 |
| Look E-San FC          | 2013                 |

## Galerie

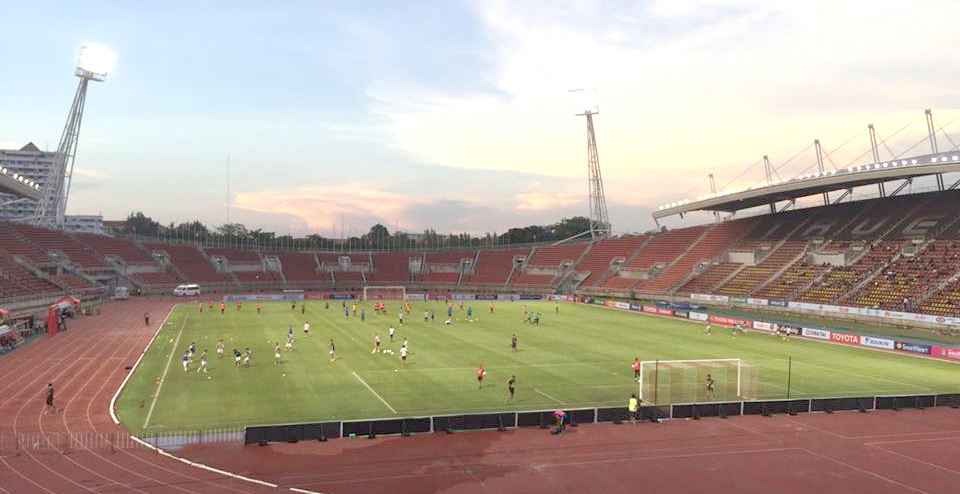
Blick durch das Stadion von Tor zu Tor
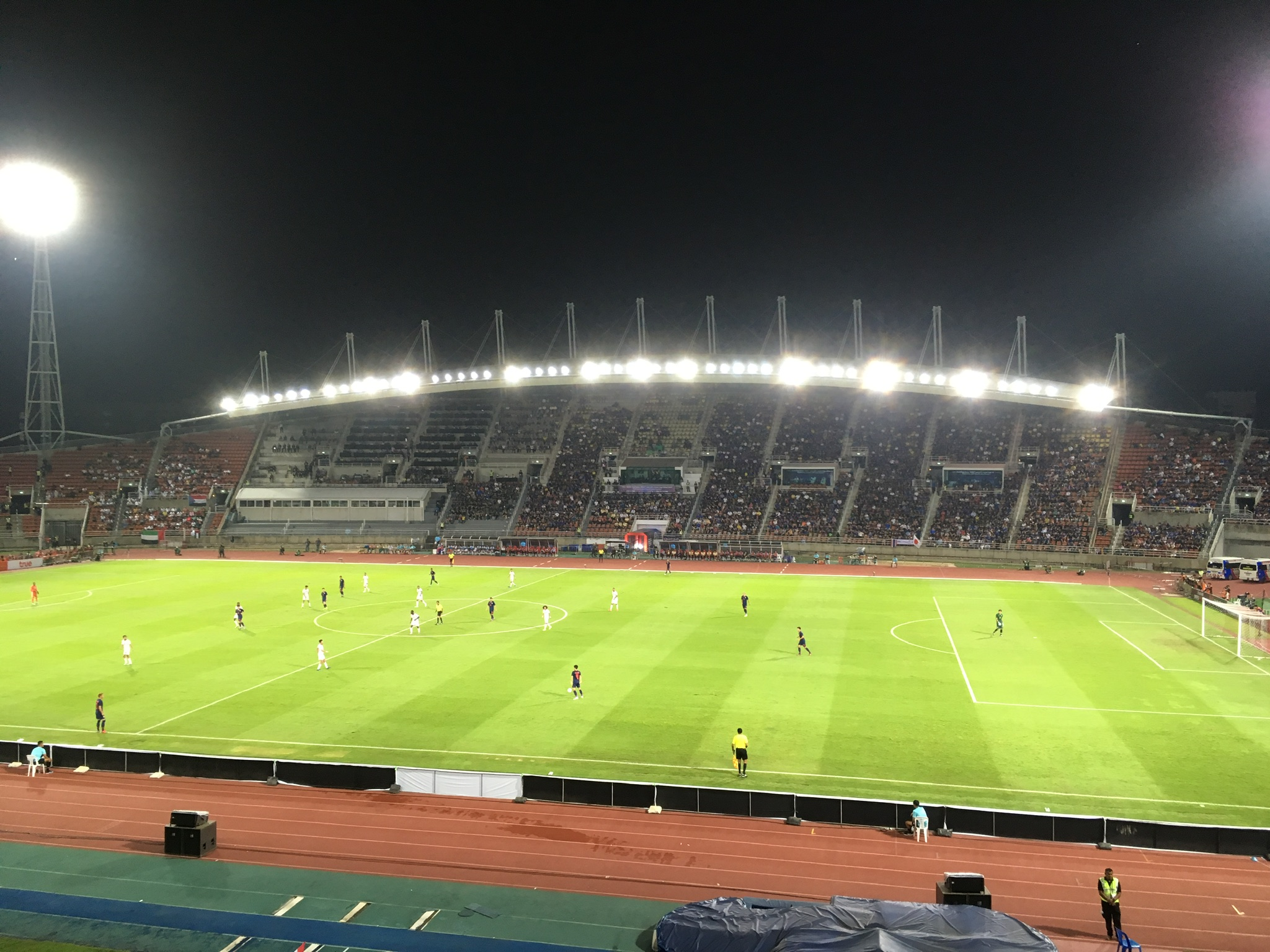
Das Thammasat Stadium während eines Länderspiels zwischen Thailand und den Vereinigten Arabischen Emiraten (2019)
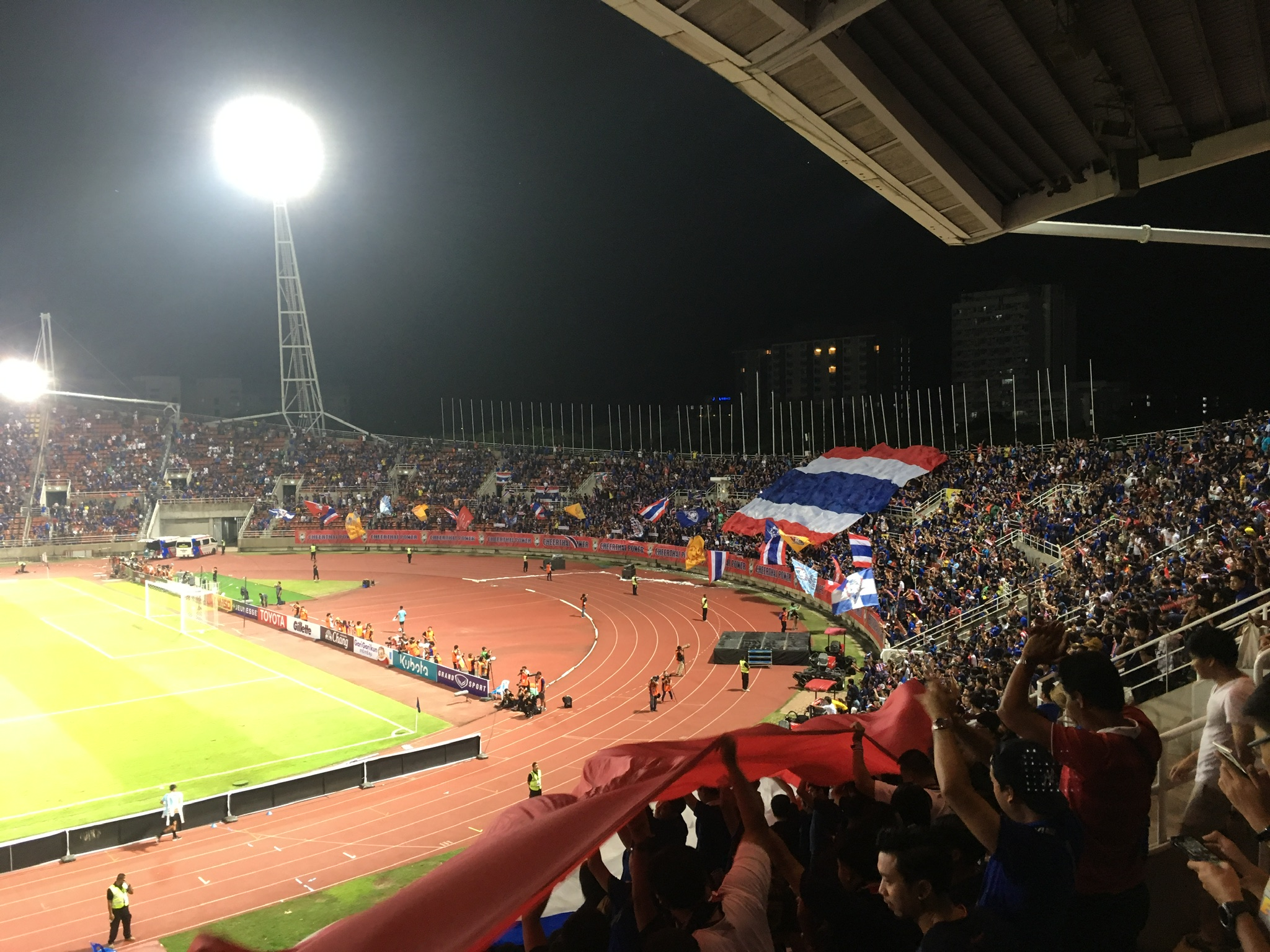
Eine Fankurve der thailändischen Fußballnationalmannschaft (2019)